# Tony Parsons (journalist)
Tony Parsons, född 6 november 1953 i Romford i Essex, är en brittisk journalist och författare. Han började sin karriär som skribent 1976, som musikjournalist på tidningen New Musical Express (NME). Där skrev han bland annat om punkrock, som var en ny genre vid denna tid. Hans mest kända roman är Mannen och pojken (Man and Boy; 1999).